# Le Châtelard VD
| VD ist das Kürzel für den Kanton Waadt in der Schweiz. Es wird verwendet, um Verwechslungen mit anderen Einträgen des Namens Le Châtelard zu vermeiden. |

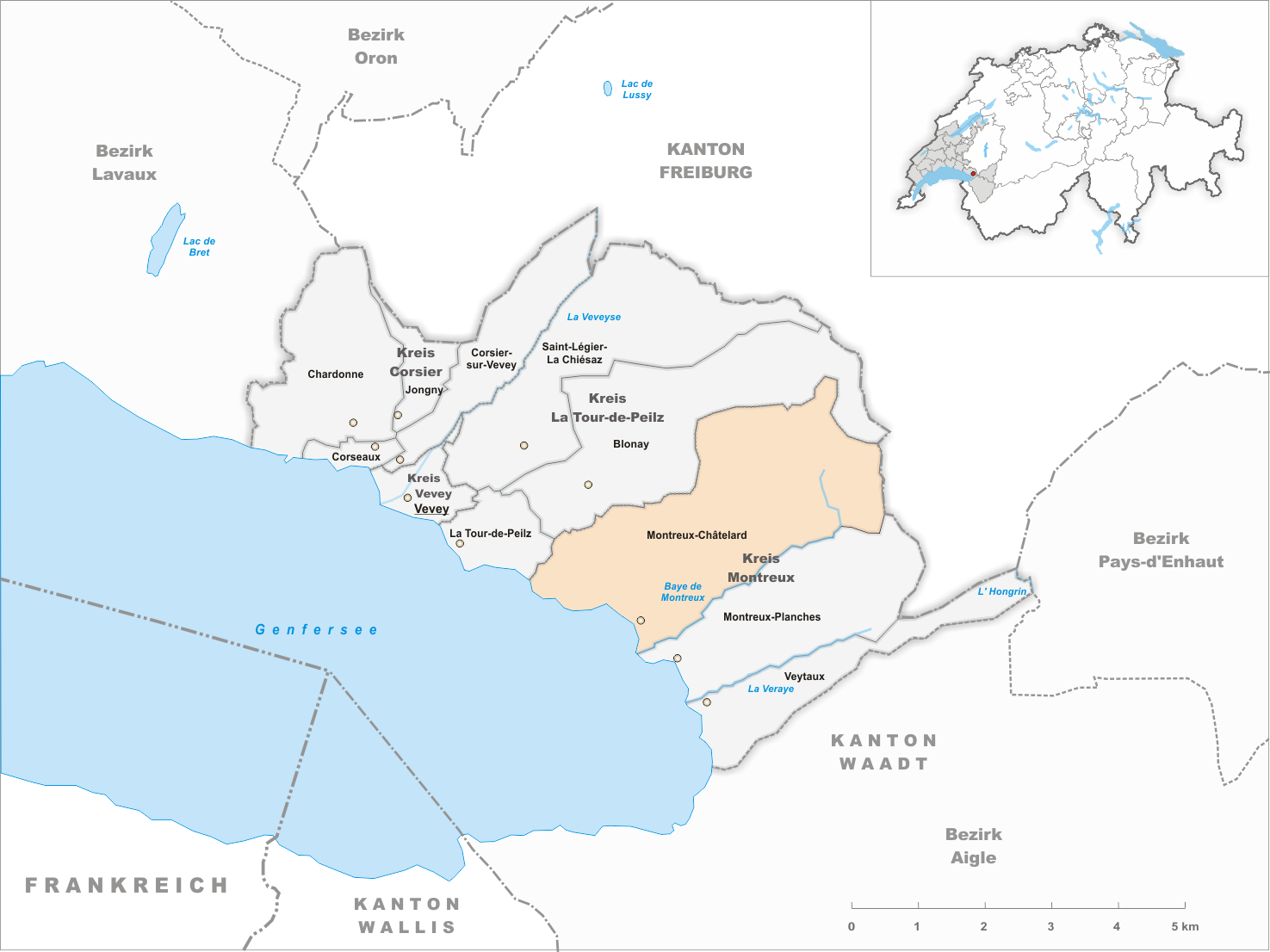
Gemeindestand vor der Fusion am 1. Januar 1962

Le Châtelard ist eine ehemalige politische Gemeinde im Distrikt Vevey des Kantons Waadt in der Schweiz. Zur Unterscheidung von weiteren Ortschaften desselben Namens wurde die Gemeinde offiziell mit dem Zusatz Le Châtelard-Montreux bezeichnet. Von 1953 bis 1961 hiess die Gemeinde Montreux-Châtelard und fusionierte 1962 mit Montreux-Planches zur politischen Gemeinde Montreux.

## Lage
Die Gemeinde Le Châtelard setzte sich aus 17 Dörfern und Weilern zusammen: Crin, Sâles, Chêne, Pallens, Pertit, Chernex, Sonzier, Les Avants, Vernex, La Rouvenaz, Clarens, Tavel, Planchamp, Baugy, Chailly, Brent und Chaulin. Ihren Namen erhielt die Gemeinde vom Schloss Châtelard, es gibt kein Dorf oder Weiler mit dem Namen Châtelard. Siedlungsschwerpunkt war Clarens auf dem breiten Schwemmkegel, den der Wildbach Baye de Clarens im Lauf der Zeit bei seiner Mündung in den Genfersee aufgeschüttet hatte. Ausser Vernex (ebenfalls am Seeufer) befinden sich alle übrigen Dörfer an aussichtsreicher Lage am Hang der Waadtländer Riviera. Das Gemeindegebiet von Le Châtelard umfasste den grösseren nördlichen Teil des heutigen Gebiets von Montreux, die südliche Grenze verlief entlang des Wildbachs Baye de Montreux.

## Bevölkerung
Mit dem wirtschaftlichen Aufschwung durch die Entwicklung zum Touristenort nahm die Bevölkerung von Le Châtelard von 2970 Einwohnern im Jahr 1860 auf 11'859 Einwohner im Jahr 1910 markant zu. In der Folgezeit blieb die Bevölkerungszahl ziemlich konstant. 1960 wurden 12'222 Einwohner gezählt.

## Geschichte
Das Gebiet um Montreux gehörte im Mittelalter dem Bischof von Sitten, der das Viztum Montreux gründete. 1295 ging das gesamte Viztum durch Kauf an Girard von Oron über. Sein Nachfolger, Girard II. von Oron, musste wegen finanzieller Schwierigkeiten einen Teil dieses Besitzes verkaufen. Damit kam es zur Trennung von Montreux, als der damalige Graf von Savoyen die Ländereien südlich der Baye de Montreux im Jahr 1317 erwarb. Auch das spätere Le Châtelard gelangte unter die Oberhoheit von Savoyen, wurde aber Girard II. von Oron als Lehen zurückgegeben.
Durch eine Heirat wurde dieses Lehen 1338 an die Familie La Sarraz übertragen, die eine Festung als Zufluchtsort für die Bevölkerung im Falle eines Krieges bauen wollte. Mit dem Bau des Schlosses wurde aber erst rund 100 Jahre später begonnen. 1456 ist der Name Castellarii erstmals erwähnt, abgeleitet aus dem Lateinischen in der Bedeutung von Festung, Burg. Le Châtelard wurde damit zu einer Herrschaft erhoben, die in der Abhängigkeit von Savoyen stand. Nur wenige Jahrzehnte nach seiner Erbauung wurde das Schloss im Jahr 1476 Opfer eines Plünderungszuges der Eidgenossen; gegen Ende des 15. Jahrhunderts erfolgte der Wiederaufbau.
Von 1536 bis 1798 gehörte Le Châtelard unter bernischer Herrschaft zur Vogtei Chillon, die 1735 in Vogtei Vevey umbenannt wurde. Die Herrschaft Le Châtelard erfuhr in dieser Zeit zahlreiche Besitzerwechsel. Nach dem Zusammenbruch des Ancien Régime gehörte Le Châtelard von 1798 bis 1803 während der Helvetik zum Kanton Léman, der anschliessend mit der Inkraftsetzung der Mediationsverfassung im Kanton Waadt aufging. 1798 wurde es dem Bezirk Vevey zugeteilt. Seit Mitte des 19. Jahrhunderts entwickelte sich die Gemeinde zu einem Erholungs- und Sommerkurort von internationalem Ruf. Die umliegenden Höhen wurden durch verschiedene Bergbahnen erschlossen, und besonders in Clarens und entlang des Seeufers wurden zahlreiche Hotels erbaut. 1953 übernahm Le Châtelard den Namen Montreux-Châtelard und nach dem Vollzug der Fusion mit Montreux-Planches erhielt die Gemeinde Montreux ihre heutigen Grenzen.

## Persönlichkeiten
- Alexandre Emery (1850–1931), Schweizer Unternehmer und Politiker